# Стефан, Макелета
Макеле́та Сте́фан (англ. Makeleta Stephan, в девичестве Пиукала англ. Piukala); род. 23 мая 1978) — лыжница, представляющая на международных стартах королевство Тонга. Первая в истории своей страны участница чемпионата мира.

## Карьера
Макелета Пиукала родилась на острове Тонгатапу в 1978 году и стала  восьмым ребёнком в семье. До 2000 года проживала на Родине, потом переехала в Германию, поселившись в Пфуллендорфе. Там она работала в компании Kramer-Werke GmbH и параллельно с этим занималась спортом на любительском уровне, выступая в массовых марафонах и полумарафонах.
В 2014 году при непосредственном участии дочери экс-короля Тонга Тауфа’ахау Тупоу IV княгини Пилолеву была создана королевская федерация лыжных видов спорта этой страны. Она была признана FIS 2 октября 2014 года и получила право выставлять своих спортсменов на международные старты, включая Олимпийские игры и чемпионаты мира.
С ноября 2014 года Макелета Стефан стала членом сборной Тонга по лыжным гонкам, оставила работу и стала готовиться к чемпионату мира в Фалуне. В Швеции она выступала в спринтерской гонке, где заняла последнее, 94-е место, уступив победительнице квалификации Юстине Ковальчик 7:29, а предпоследней участнице из Молдавии более двух минут.
В качестве основной цели Макелета считает преодоление квалификационного отбора на Игры в Пхёнчхане, а также пропаганду здорового образа жизни на исторической Родине, где по меньшей мере 70% населения имеют проблемы с лишним весом.